# 德瓦特島
德瓦特島（英語：Dewart Island）是南極洲的島嶼，位於威爾克斯地的文森灣，屬於弗雷澤群島的一部分，根據美國海軍在1947年2月拍攝的空中照片繪入地圖，現時由南極條約體系管理。